# Araujia graveolens
Araujia graveolens là một loài thực vật có hoa trong họ La bố ma. Loài này được (Lindl.) Mast. mô tả khoa học đầu tiên năm 1888.